# Daniel Goleman

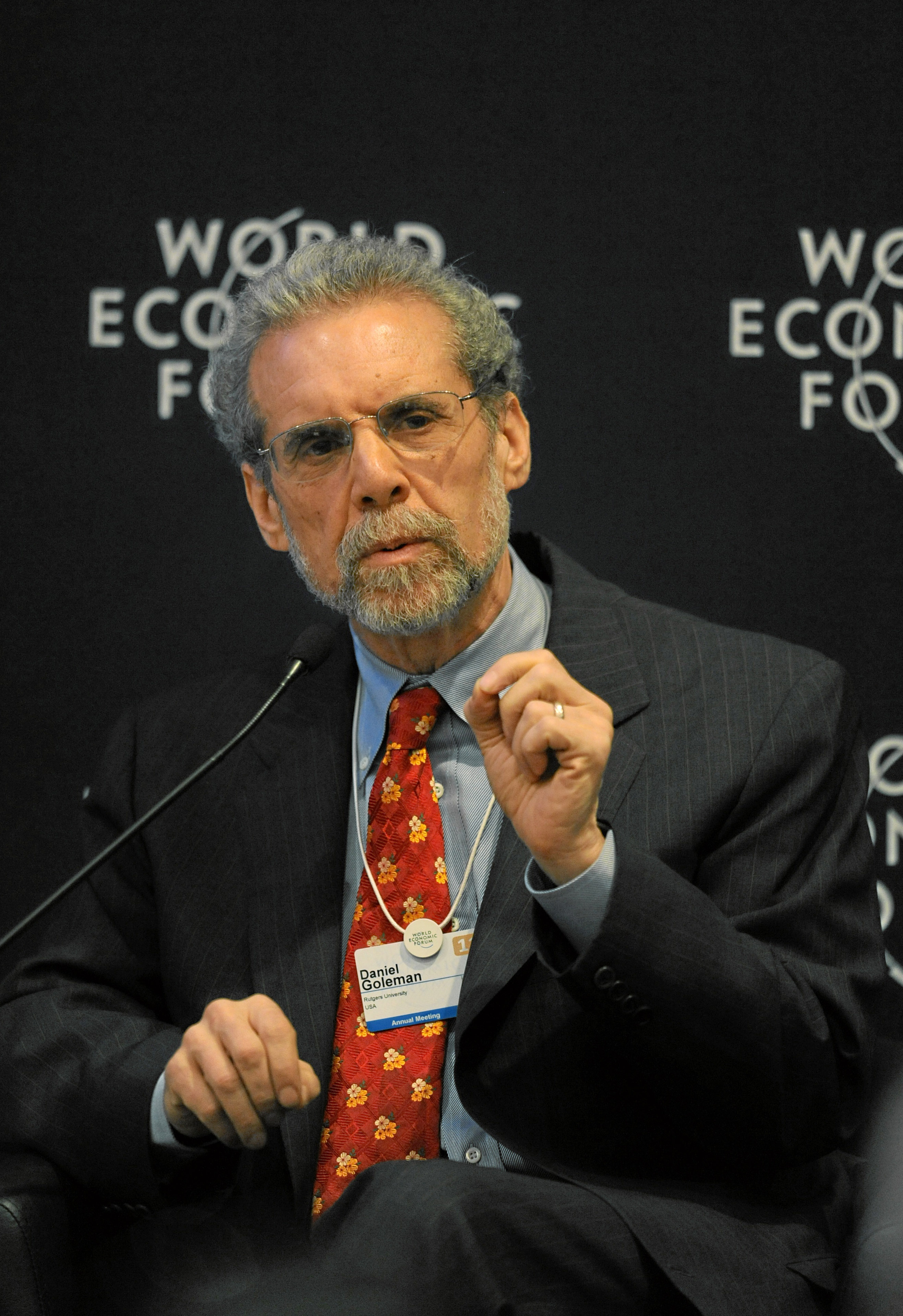
Goleman während des Weltwirtschaftsforums 2011

Daniel Goleman (* 7. März 1946 in Stockton, Kalifornien, USA) ist ein US-amerikanischer Psychologe, der als Wissenschaftsjournalist bekannt wurde.

## Wirken
Goleman lehrte als klinischer Psychologe an der Harvard-Universität. Er war Herausgeber der Zeitschrift Psychology Today und  Redakteur für Psychologie und Neurowissenschaften bei der New York Times. 1994 gründete Goleman zusammen mit Eileen Growald die Organisation CASEL.
Bekannt wurde er durch sein 1995 erschienenes Buch EQ. Emotionale Intelligenz, das international zum Bestseller wurde. 2006 ließ er mit Soziale Intelligenz ein Buch folgen, in dem zwischenmenschlicher Umgang und das Verhalten in sozialen Zusammenhängen im Vordergrund steht.
Goleman gehört zu den Wissenschaftlern, die an den Konferenzen des Mind and Life Institutes beteiligt sind. 1990 war er wissenschaftlicher Leiter von Mind and Life III, in deren Mittelpunkt das Verhältnis von Emotionen und Gesundheit stand.  Daniel Goleman war Herausgeber des Bandes, der über Mind and Life III berichtete unter dem Titel Die heilende Kraft der Gefühle: Gespräche mit dem Dalai Lama über Achtsamkeit, Emotion und Gesundheit.
Er war auch wissenschaftlicher Koordinator der 8. Konferenz, die im März 2000 stattfand. Teilnehmende dieser Konferenz waren: Tendzin Gyatsho (Dalai Lama), Richard J. Davidson, Paul Ekman, Owen Flanagan, Mark Greenberg, Geshe Thupten Jinpa, Matthieu Ricard, Jeanne L. Tsai, Francisco J. Varela und B. Alan Wallace. Goleman hat diese Konferenz dokumentiert und in dem Buch Dialog mit dem Dalai Lama – Wie wir destruktive Emotionen überwinden können veröffentlicht.

## Schriften (Auswahl)
- Lebenslügen – Die Psychologie der Selbsttäuschung. Heyne Verlag (1991), ISBN 3-453-13025-1 (deutsche Erstausgabe: Beltz 1987)
- Meditation: Wege nach innen. Beltz (1990), ISBN 978-3407305343
- EQ. Emotionale Intelligenz. dtv (1997), ISBN 3-423-36020-8 (deutsche Erstausgabe: Hanser 1996)
- Die heilende Kraft der Gefühle: Gespräche mit dem Dalai Lama über Achtsamkeit, Emotion und Gesundheit. dtv (1998), ISBN 3-423-36178-6
- Emotionale Führung. mit Richard Boyatzis und Annie McKee, Econ Verlag (2002), ISBN 3-430-13289-4
- Dialog mit dem Dalai Lama – Wie wir destruktive Emotionen überwinden können. dtv (2005), ISBN 3-423-34207-2
- Soziale Intelligenz. Droemer (2006), ISBN 3-426-27318-7
- Ökologische Intelligenz. Droemer/Knaur (2009), ISBN 3-426-27514-7
- Konzentriert Euch!. Piper Verlag (2014), ISBN 978-3-492-05652-6